# Мистер Рипли под водой
«Мистер Рипли под водой» (англ. Ripley Under Water) — детективный роман с элементами триллера американской писательницы Патриции Хайсмит, впервые опубликованный в 1991 году. Пятый и последний в серии о похождениях Тома Рипли.

## Сюжет
Отойдя от криминальной деятельности, Том коротает свою беспечную жизнь, ухаживая за садом и играя на клавесине в своём шикарном доме недалеко от Фонтенбло вместе с красавицей женой Элоизой. Однако всё меняется, когда Том встречает американца Дэвида Притчарда и его жену Дженис. Притчард заинтересован бурным прошлым Рипли, связанным с пропажей коллекционера произведений искусств, Томаса Мёрчинсона, которого несколько лет назад убил Том.
Притчард начинает преследовать Тома даже в его поездке в Танжер, давая понять, что он хорошо осведомлён о прошлом Тома. Встретив Дэвида в баре в Танжере, Рипли избивает преследователя. Угроза становится всё явней, когда во Франции Притчард начинает поиски тела Мёрчинсона. Мужчина сообщает о находке полиции, но Том забирает обезглавленный труп раньше, чем приезжает полиция. Той же ночью Том выкидывает останки в пруд рядом с домом Притчарда. Услышав всплеск, мужчина выходит на улицу, чтобы найти источник звука. Дэвид и Дженис оказываются в бассейне и погибают в результате несчастного случая. Рипли вновь выходит победителем — он заметает все следы, которые могут привести его к Мёрчинсону.

## Адаптации
- В 2009 году была создана радиопостановка компанией BBC Radio 4. Йен Харт сыграл Тома, Хелен Лонгворт сыграла Элоизу, Уилльям Хоуп — Дэвида Притчарда, Дженис Аскуа — Дженис Притчард и Кэролин Гатрие — мадам Аннетт.[1]

## Российские издания
- Амфора: 2004, 448 стр. Перевод — Игорь Богданов (пятый том собрания сочинений о Томе Рипле).[2]